# Arenostola improba
Arenostola improba är en fjärilsart som beskrevs av Otto Staudinger 1899. Arenostola improba ingår i släktet Arenostola och familjen nattflyn. Inga underarter finns listade i Catalogue of Life.